# Mount Hope (Nueva York)
Mount Hope es un pueblo ubicado en el condado de Orange en el estado estadounidense de Nueva York. En el año 2000 tenía una población de 6,639 habitantes y una densidad poblacional de 101.7 personas por km².

## Geografía
Mount Hope se encuentra ubicado en las coordenadas 41°27′58″N 74°31′37″O / 41.46611, -74.52694. Según la Oficina del Censo, la ciudad tiene un área total de 66 km² (25,5 mi²), de la cual 65,02 km² (25,1 mi²) es tierra y 0,8 km² (0,3 mi²) (1.22%) es agua.

## Demografía
Según la Oficina del Censo en 2000 los ingresos medios por hogar en la localidad eran de $56,948, y los ingresos medios por familia eran $65,183. Los hombres tenían unos ingresos medios de $36,765 frente a los $30,208 para las mujeres. La renta per cápita para la localidad era de $30,208. Alrededor del 5.2% de la población estaban por debajo del umbral de pobreza.